# Шакелл, Робин
Робин Шакелл (англ. Robin Shackell) — британский дипломат.

## Биография
Работал сотрудником по политическим вопросам в Эквадоре, вице-консулом в Боливии, в министерстве иностранных дел Великобритании по международной институциональной реформе, по окружающей среде в Ирландии.
В ноябре 2016 года Робин Шакен вступил в должность генерального консула в Окленде и заместителя губернатора Питкэрна и занимал их до 2021 года. До назначения он сыграл роль в повторном открытии посольства Великобритании, а затем в качестве заместителя главы миссии в Асунсьоне (Парагвай).
С 9 декабря 2017 по январь 2018 года — исполняющий обязанности губернатора Питкэрна.
Отвечает за повседневные вопросы управления, поддержание связи и координации с администратором Питкэрна, работой с мэром и Советом островов, управление и надзор за офисом на острове Питкэрн в Окленде. В качестве генерального консула Великобритании в Окленде и декана консульского корпуса работал над достижением политических целей Новой Зеландии и продвижением интересов и ценностей Великобритании на высшем уровне.
Награждён медалью Британской Империи в честь своего Дня рождения за работу по защите окружающей среды, особенно во время экспедиции на остров Хендерсон в 2019 году.
Женат, имеет двоих детей.